# Nguyễn Đức Tới
Nguyễn Đức Tới là một sỹ quan cao cấp Quân đội Nhân dân Việt Nam, hàm Thiếu tướng. Ông hiện là Chủ tịch Hội Cựu chiến binh tỉnh Hà Tĩnh, nguyên Phó Tham mưu trưởng Quân khu 4.

## Tiểu sử và binh nghiệp
Ông Nguyễn Đức Tới sinh năm 1957 quê tại xã Cẩm Hà, huyện Cẩm Xuyên, tỉnh Hà Tĩnh.
Ông nhập ngũ trong những năm cuối của cuộc kháng chiến chống Mỹ khi đang học dở dang Cấp 3. Ông đã viết lá đơn xin nhập ngũ bằng máu để được tuyển chọn vào quân ngũ.
Ông từng là lính thông tin, chiến đấu tại Đại đội 18, Trung đoàn 270, sư đoàn 341. Ông đã tham gia vào trận Xuân Lộc tháng 4 năm 1975.
Sau khi kết thúc chiến tranh, ông học tiếp Sỹ quan  rồi dần trưởng thành trong Quân đội. Ông từng giữ chức vụ Chỉ huy trưởng Ban Chỉ huy Quân sự huyện Cẩm Xuyên rồi Phó Chỉ huy trưởng Bộ Chỉ huy Quân sự tỉnh Hà Tĩnh.
Từ năm 2009 đến năm 2014, ông là Chỉ huy trưởng Bộ Chỉ huy Quân sự tỉnh Hà Tĩnh. Nâm 2012, ông được Chủ tịch Nước Trương Tấn Sang thăng quân hàm Thiếu tướng.
Năm 2014, ông được Bộ trưởng Bộ Quốc phòng bổ nhiệm làm Phó Tham mưu trưởng Quân khu 4. Ông bàn giao nhiệm vụ lại cho Đại tá Trần Văn Sơn - Phó Chỉ huy trưởng.
Năm 2017, ông được nghỉ chờ hưu.
Tháng 11 năm 2017, ông được bầu làm Chủ tịch Hội Cựu chiến binh tỉnh Hà Tĩnh. Ông cũng được bầu làm Ủy viên Ban Chấp hành Trung ương Hội Cựu Chiến binh Việt Nam.